# تريبتيك ديس مونتس إت شاتيوكس 2015
تريبتيك ديس مونتس إت شاتيوكس 2015 (بالفرنسية: Triptyque des Monts et Châteaux 2015 )‏ هو سباق دراجات هوائية، وهو الموسم رقم 20 من نفس السباق، وأقيم خلال الفترة 3 أبريل 2015، وحتى 6 أبريل 2015، وامتدّ لمسافة 595.7 كيلومتر، وهو أحد سباقات طواف أوروبا للدراجات 2015، وقد شارك في السباق 171 متسابقاً ووصل إلى نهايته 108 متسابقاً.
فاز فيه بالمركز الأول ليليان كالجمان، والفائز حسب ترتيب السرعة Nicolas Vereecken ‏ و الفائز حسب ترتيب السرعة Nicolas Vereecken ‏، والفريق الفائز في ترتيب الفرق Vendée U 2015.

## الفرق
| فرق قارية (9)- Team3M ‏ - سوبرانو هام ايزوريكس ‏ - Bingoal WB Devo Team ‏ - Leopard TOGT Pro Cycling ‏ - Rabobank Development Team ‏ - SEG Racing Academy ‏ - بوديسول يوروميليونز بول كونتيننتال والون 2015 ‏ - Veranclassic–Ago ‏ - فيرانداس ويلمز 2015 ‏ فرق وطنية (6)- فريق فرنسا لركوب الدراجات للرجال تحت 23 سنة 2015 ‏ - منتخب ألمانيا لسباق الدراجات على الطريق للرجال تحت 23 سنة 2015 ‏ - منتخب إستونيا لسباق الدراجات على الطريق للرجال تحت 23 سنة 2015‏ - منتخب الولايات المتحدة لسباق الدراجات على الطريق للرجال تحت 23 سنة 2015 ‏ - منتخب المملكة المتحدة لسباق الدراجات على الطريق للرجال تحت 23 سنة 2015 ‏ - منتخب روسيا لسباق الدراجات على الطريق للرجال تحت 23 سنة 2015 ‏ فرق أندية الدراجات (10)- BCV Works-Soenens ‏ - EFC-Etixx ‏ - KSV Deerlijk-Gaverzicht ‏ - Lotto–Dstny Development Team ‏ - Ottignies-Perwez ‏ - Profel United ‏ - Van Der Vurst-Hiko ‏ - Vendée U ‏ - Verandas Willems-Crabbé-CC Chevigny ‏ - VL Technics-Experza-Abutriek ‏ |  |
| |  |

## المراحل
| قائمة المراحل | قائمة المراحل | قائمة المراحل                         | قائمة المراحل | قائمة المراحل | قائمة المراحل      | قائمة المراحل  |
| المرحلة       | التاريخ       | الدورة                                |               | المسافة (كم)  | الفائز بالمرحلة    | القائد العام   |
| ------------- | ------------- | ------------------------------------- | ------------- | ------------- | ------------------ | -------------- |
| 1             | 3 أبريل       | Antoing ‏ – Quevaucamps ‏               | مرحلة مستوية  | 158.3         | مارك فورنير        | مارك فورنير    |
| 2             | 4 أبريل       | Leuze-en-Hainaut ‏ – Mont-de-l'Enclus ‏ | مرحلة جبلية   | 144.7         | ليليان كالجمان     | ليليان كالجمان |
| 3             | 5 أبريل       | تورناي – Flobecq ‏                     | مرحلة جبلية   | 133.8         | Steven Lammertink ‏ | ليليان كالجمان |
| 4             | 6 أبريل       | Belœil ‏ – Frasnes-lez-Buissenal ‏      | مرحلة جبلية   | 158.9         | Maxime Farazijn ‏   | ليليان كالجمان |

## النتيجة

### مرحلة 1
أجريت في 3 أبريل 2015، وامتدّت لمسافة 158.3 كيلومتر فاز بالمرحلة مارك فورنير، ومتصدر الترتيب العام في نهاية المرحلة مارك فورنير.
| التصنيف العام | التصنيف العام      | التصنيف العام   | التصنيف العام       | التصنيف العام |        |
| الدراج        | الدراج             | البلد           | الفريق              | الوقت         | السرعة |
| ------------- | ------------------ | --------------- | ------------------- | ------------- | ------ |
| 1.            | مارك فورنير        | فرنسا           | فرنساU23            | 3 س 40 د 50 ث |        |
| 2.            | Nans Peters ‏       | فرنسا           | فرنساU23            | + 7 ث         |        |
| 3.            | Romain Cardis ‏     | فرنسا           | Vendée U            | + 35 ث        |        |
| 4.            | كريستيان هايوجارد  | الدنمارك        | Leopard Development | + 38 ث        |        |
| 5.            | Brent Luyckx ‏      | بلجيكا          | EFC-Etixx           | + 39 ث        |        |
| 6.            | ليليان كالجمان     | فرنسا           | Vendée U            | + 40 ث        |        |
| 7.            | Michael Goolaerts ‏ | بلجيكا          | Lotto-Soudal U23    | + 40 ث        |        |
| 8.            | أوين دول           | المملكة المتحدة | المملكة المتحدةU23  | + 41 ث        |        |
| 9.            | Marco Mathis ‏      | ألمانيا         | ألمانياU23          | + 41 ث        |        |
| 10.           | يجف دي بوندت       | بلجيكا          | Verandas Willems    | + 41 ث        |        |

### مرحلة 2
أجريت في 4 أبريل 2015، وامتدّت لمسافة 144.7 كيلومتر فاز بالمرحلة ليليان كالجمان، ومتصدر الترتيب العام في نهاية المرحلة ليليان كالجمان.
| التصنيف العام | التصنيف العام      | التصنيف العام   | التصنيف العام        | التصنيف العام |        |
| الدراج        | الدراج             | البلد           | الفريق               | الوقت         | السرعة |
| ------------- | ------------------ | --------------- | -------------------- | ------------- | ------ |
| 1.            | ليليان كالجمان     | فرنسا           | Vendée U             | 7 س 09 د 41 ث |        |
| 2.            | أوين دول           | المملكة المتحدة | المملكة المتحدةU23   | + 19 ث        |        |
| 3.            | Fabien Grellier ‏   | فرنسا           | فرنساU23             | + 27 ث        |        |
| 4.            | Maxime Farazijn ‏   | بلجيكا          | EFC-Etixx            | + 33 ث        |        |
| 5.            | Jérémy Cornu ‏      | فرنسا           | Vendée U             | + 37 ث        |        |
| 6.            | ألكسندر كرايغر     | ألمانيا         | Leopard Development  | + 38 ث        |        |
| 7.            | Romain Guyot ‏      | فرنسا           | Vendée U             | + 43 ث        |        |
| 8.            | Taruia Krainer ‏    | فرنسا           | Vendée U             | + 44 ث        |        |
| 9.            | Tim Vanspeybroeck ‏ | بلجيكا          | 3M                   | + 45 ث        |        |
| 10.           | Martijn Tusveld ‏   | هولندا          | Rabobank Development | + 1 د 08 ث    |        |

### مرحلة 3
أجريت في 5 أبريل 2015، وامتدّت لمسافة 133.8 كيلومتر فاز بالمرحلة Steven Lammertink ‏، ومتصدر الترتيب العام في نهاية المرحلة ليليان كالجمان.
| التصنيف العام | التصنيف العام      | التصنيف العام   | التصنيف العام        | التصنيف العام  |        |
| الدراج        | الدراج             | البلد           | الفريق               | الوقت          | السرعة |
| ------------- | ------------------ | --------------- | -------------------- | -------------- | ------ |
| 1.            | ليليان كالجمان     | فرنسا           | Vendée U             | 10 س 21 د 53 ث |        |
| 2.            | أوين دول           | المملكة المتحدة | المملكة المتحدةU23   | + 18 ث         |        |
| 3.            | Fabien Grellier ‏   | فرنسا           | فرنساU23             | + 27 ث         |        |
| 4.            | Maxime Farazijn ‏   | بلجيكا          | EFC-Etixx            | + 33 ث         |        |
| 5.            | ألكسندر كرايغر     | ألمانيا         | Leopard Development  | + 35 ث         |        |
| 6.            | Jérémy Cornu ‏      | فرنسا           | Vendée U             | + 37 ث         |        |
| 7.            | Romain Guyot ‏      | فرنسا           | Vendée U             | + 43 ث         |        |
| 8.            | Taruia Krainer ‏    | فرنسا           | Vendée U             | + 44 ث         |        |
| 9.            | Tim Vanspeybroeck ‏ | بلجيكا          | 3M                   | + 45 ث         |        |
| 10.           | Martijn Tusveld ‏   | هولندا          | Rabobank Development | + 1 د 08 ث     |        |

### مرحلة 4
أجريت في 6 أبريل 2015، وامتدّت لمسافة 158.9 كيلومتر فاز بالمرحلة Maxime Farazijn ‏.
| التصنيف العام | التصنيف العام      | التصنيف العام   | التصنيف العام        | التصنيف العام  |        |
| الدراج        | الدراج             | البلد           | الفريق               | الوقت          | السرعة |
| ------------- | ------------------ | --------------- | -------------------- | -------------- | ------ |
| 1.            | ليليان كالجمان     | فرنسا           | Vendée U             | 14 س 23 د 56 ث |        |
| 2.            | أوين دول           | المملكة المتحدة | المملكة المتحدةU23   | + 18 ث         |        |
| 3.            | Maxime Farazijn ‏   | بلجيكا          | EFC-Etixx            | + 23 ث         |        |
| 4.            | Fabien Grellier ‏   | فرنسا           | فرنساU23             | + 27 ث         |        |
| 5.            | ألكسندر كرايغر     | ألمانيا         | Leopard Development  | + 35 ث         |        |
| 6.            | Jérémy Cornu ‏      | فرنسا           | Vendée U             | + 37 ث         |        |
| 7.            | Romain Guyot ‏      | فرنسا           | Vendée U             | + 43 ث         |        |
| 8.            | Taruia Krainer ‏    | فرنسا           | Vendée U             | + 44 ث         |        |
| 9.            | Tim Vanspeybroeck ‏ | بلجيكا          | 3M                   | + 45 ث         |        |
| 10.           | Martijn Tusveld ‏   | هولندا          | Rabobank Development | + 1 د 08 ث     |        |

## التصنيف العام النهائي
| التصنيف العام | التصنيف العام    | التصنيف العام   | التصنيف العام      | التصنيف العام  |        |
| الدراج        | الدراج           | البلد           | الفريق             | الوقت          | السرعة |
| ------------- | ---------------- | --------------- | ------------------ | -------------- | ------ |
| 1.            | ليليان كالجمان   | فرنسا           | Vendée U           | 14 س 23 د 56 ث |        |
| 2.            | أوين دول         | المملكة المتحدة | المملكة المتحدةU23 | + 27 ث         |        |
| 4.            | Fabien Grellier ‏ | فرنسا           | فرنساU23           | + 18 ث         |        |

## وصلات خارجية
- الموقع الرسمي
- تريبتيك ديس مونتس إت شاتيوكس 2015 على موقع إحصائيات الدراجات الإحترافية (الإنجليزية)
- تريبتيك ديس مونتس إت شاتيوكس 2015 في موقع Cycling Archives سايكلنج أركايفز